# Centro Latinoamericano de Altos Estudios Musicales
El Centro Latinoamericano de Altos Estudios Musicales del Instituto Torcuato Di Tella (CLAEM), fue una institución encargada del estudio, la difusión y la investigación en el campo musical, en especial en la música contemporánea y de vanguardia. Fue fundado en 1961 en Buenos Aires, como parte del Instituto Di Tella, siendo el compositor Alberto Ginastera uno de sus más importantes directores. En 1971, el centro cesó sus actividades.
El objetivo del CLAEM era darle la oportunidad a los jóvenes compositores de realizar estudios e investigaciones musicales con compositores especializados de diversas partes del mundo; algunos de los cuales fueron Luigi Dallapiccola, Luigi Nono, Iannis Xenakis, Bruno Maderna, Olivier Messiaen, entre otros.

## Historia
La historia del CLAEM está ligada al Instituto Torcuato di Tella, el cual promovía las artes con un enfoque vanguardista y la investigación en Ciencias Sociales. Dicho instituto fue fundado por Torcuato S. Di Tella (hijo) y Guido Di Tella en 1958.
El CLAEM nace en el año 1961, pero es hasta 1962 cuando comienzan sus actividades con el Primer Festival de Música Contemporánea y su primera generación de becarios, que fue en el bienio 1963-1964. Más adelante habría más generaciones de becarios (65-66, 67-68, 69-70).
En 1962, Alberto Ginastera es nombrado director, iniciando en este puesto en 1963, con lo cual renuncia a todos sus otros puestos administrativos. En 1965, se integra Fernando von Reichenbach, un ingeniero especialista en electroacústica, quien creó un conversor gráfico-analógico para convertir procesos gráficos en sonidos; dicha innovación musical funcionó como antecesor del UPIC (Unité Polyagogique Informatique CEMAMu por sus siglas en francés) creado por Iannis Xenakis, compositor de origen griego que dio clases en el CLAEM.
A partir de 1970, el Instituto di Tella atravesó una crisis económica a raíz de la dictadura cívico-militar en Argentina, pues se les asoció a ideas vanguardistas y subversivas que podían significar una amenaza para el sistema; esto hizo que en 1971 el centro tuviera que cerrar sus puertas y, aunque los equipos que poseían pasaron a la municipalidad de la Ciudad de Buenos Aires, no recuperó sus años de gloria.

### Parodia
El CLAEM tiene una versión paródica creada por Les Luthiers, a partir de su personaje Johann Sebastian Mastropiero, quien habría dirigido el conservatorio llamado Centro de Altos Estudios Musicales “Manuela”, y dirigido durante algún tiempo según lo cuenta la canción Bolero de Mastropiero.

Johann Sebastian Mastropiero, luego de separarse de su amada condesa Shortshot, pasó por una repentina ausencia de inspiración, por una total imposibilidad creativa. Consciente de su incapacidad, Mastropiero resolvió dedicarse a la crítica musical, aceptar el cargo de superintendente de música de la comuna, ocuparse de la supervisión artística de un importante sello grabador y dirigir un conservatorio: el Centro de Altos Estudios Musicales "Manuela". De esta época es su "Boleró opus 62" que interpreta la camerata tropical de Les Luthiers.
Les Luthiers

## Integrantes

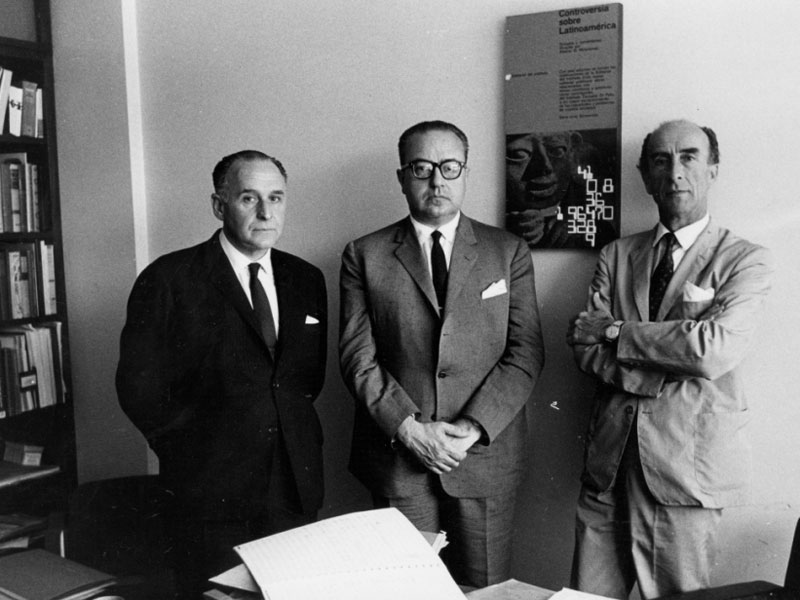
Ayestarán junto a los compositores Alberto Ginastera (centro) y Alfonso Letelier (derecha), miembros del primer jurado de becarios del CLAEM, Buenos Aires, 1962

### Profesores
- Alberto Ginastera
- Gerardo Gandini
- Aaron Copland (1963)
- Riccardo Malipiero (1963)
- Olivier Messiaen (1963)
- José Vicente Asuar, ingeniero y compositor electroacústico (1964)
- Gilbert Chase (1964)
- Luigi Dallapiccola (1964)
- Bruno Maderna (1964)
- Mario Davidovsky (1965)
- Roger Sessions (1965)
- Pola Suárez Urtubey (1965)
- Iannis Xenakis (1966)
- Maurice Le Roux (1966)
- Robert Stevenson (1966)
- Luigi Nono (1967)
- Cristóbal Halffter (1967)
- Vladimir Ussachevsky (1968)
- Roman Haubenstock-Ramati (1968)
- Luis de Pablo (1969)
- Eric Salzman (1969)

### Alumnos becados
| - Bienio 1963-1964: - Blas Emilio Atehortúa (Colombia) - Oscar Bazán (Argentina) - César Bolaños (Perú) - Armando Krieger (Argentina) - Mario Kuri Aldana (México) - Alcides Lanza (Argentina) - Mesías Maiguashca (Ecuador) - Marlos Nobre (Brasil) - Miguel Ángel Rondano (Argentina) - Edgar Valcárcel (Perú) - Alberto Villalpando (Bolivia) - Marco Aureio Vanegas (Colombia) | - Bienio 1965-1966: - Rafael Aponte-Ledée (Puerto Rico) - Jorge Arandia Navarro (Argentina) - Atiliano Auza León (Bolivia) - Gabriel Brncic (Chile) - Mariano Etkin (Argentina) - Benjamín Gutiérrez Sáenz (Costa Rica) - Miguel Letelier (Chile) - Eduardo Mazzadi (Argentina) - Graciela Paraskevaídis (Argentina) - Enrique Rivera (Chile) - Jorge Sarmientos (Guatemala) - Walter Ross (Estados Unidos) - Bernal Flores (Costa Rica) | - Bienio 1967-1968: - Luis Arias (Argentina) - Regina Benavente (Argentina) - Oscar Cubillas (Perú) - Iris de Ichasso (Chile) - Marlene Fernandes (Brasil) - Joaquín Orellana (Guatemala) - Jacqueline Nova (Colombia) - Mario Perusso (Argentina) - Florencio Pozadas (Bolivia) - Luis María Serra (Argentina) | - Bienio 1969-1970: - Jorge Antunes (Brasil) - Jorge Caryevschi (Argentina) - Eduardo Kusnir (Argentina) - José Ramón Maranzano (Argentina) - Ariel Martínez (Uruguay) - Antonio Mastrogiovanni (Uruguay) - Alejandro Núñez Allauca (Perú) - Coriún Aharonián (Uruguay) |